# Дюймовочка (аниме)
«Знаменитые сказки мира: Дюймовочка» (яп. 世界名作童話_おやゆび姫 Сэкай Мэйсаку До:ва Ояюби Химэ) или сокращённо «Дюймовочка» (яп. おやゆび姫 Ояюби Химэ) — японский полнометражный мультфильм по мотивам сказки Ханса Кристиана Андерсена, выпущенный студией Toei Animation при участии Tezuka Productions в 1978 году. Сюжет оригинального произведения претерпел небольшие изменения в контексте аниме.

## Сюжет
Одна добросердечная, но одинокая женщина получает от доброй волшебницы ячменное зёрнышко, которое вырастает к весне в прекрасный цветок, похожий на тюльпан. Из его раскрывшихся лепестков на свет появляется красивая девочка ростом всего с дюйм. Женщина называет создание Дюймовочкой и ухаживает за ней как за собственной дочерью.
У Дюймовочки есть друг — майский жук по имени Бунбу, который прилетает к девочке через окно и играет с ней. Однажды, во время их прогулки в цветочном саду за окном дома женщины, героиня встречает юношу такого же маленького размера, как и она, но с крыльями за спиной, как у насекомых и эльфов. Он оказывается принцем Королевства Тюльпанов и, влюбившись в Дюймовочку с первого взгляда, даёт ей имя «Майя» в честь весны. Та поначалу стесняется своего нового знакомого, но впоследствии становится ясно, что она ответила мальчику взаимностью в чувствах. К сожалению, вскоре принц вынужден возвратиться к себе домой, но он дарит возлюбленной свой кулон и даёт слово встретиться с ней на следующий день вновь.
Ночью в дом женщины пробираются две жабы: полная вспыльчивая жена и худой неряшливый муж. Видя на столе у окна спящую в скорлупке ореха Дюймовочку, они восхищаются её красотой и, решив выдать её замуж за собственного сына Геко, уносят к себе на пруд. Пока жабёнок любуется Майей, родители пытаются обустроить гнёздышко для будущей пары. Пробудившуюся Дюймовочку пугает не только факт того, что она оказалась вне родной комнаты, но и сам малыш Геко. Жители пруда советуют ему развеселить расстроенную девочку, и тогда жабёнок сперва поёт ей свою песенку (при том, что кроме звуков «ге-ко» он ничего не произносит ничего, но некоторые персонажи мультфильма его всё же понимают), а затем мастерит для неё качели. Однако быстро умный Геко соображает, что сердце Дюймовочки уже принадлежит другому, и в печали просит старого сома перегрызть стебель кувшинки, на листе которой она находилась словно пленница. Тот уплывает по течению, а Майя передаёт малышу в знак благодарности цветок, что был заплетён в её волосы.
По пути Дюймовочка попадает под проливной дождь, а затем спасает бабочку Крими из Королевства Подсолнухов, которая тоже ищет своего суженого — мотылька Милкота. Чтобы помочь девушке побыстрее добраться к принцу, она тянет лист за собой на нитке. Встретив пролетающую ласточку, они спрашивают её дорогу; та не может точно подсказать Дюймовочке направление, но обещает всё разведать и улетает. Крими воссоединяется с Милкотом, оба благодарят Дюймовочку и отправляют её далее по реке. К несчастью, путешественница приближается к водопаду, и её судёнышко уносит бурным потоком в его пучину. Вовремя девочке приходит на помощь Бунбу, который сопровождает её в дальнейшем пути. Но и тут их поджидает неудача: с приходом осени и наступлением холодов королевство исчезает из виду как раз тогда, когда путники находятся уже совсем близко к нему. Вместе с этим и Бунбу засыпает на время зимы, и Дюймовочка совсем одна вынуждена искать себе укрытие от настигающего её снега и мороза.
Случайно девочка проваливается под землю, а приходит в сознание в норе старой полевой мыши — ткачихи Тюми. Тётушка тепло принимает бездомную у себя, а позднее знакомит и с состоятельным господином Кротом, пришедшим к ней за заказом и потерявшим голову при виде красивой и опрятной Дюймовочки. Дело доходит до того, что он прорывает подземный тоннель напрямую от своего дома до норы Тюми. В этот же тоннель падает замёрзшая ласточка — та самая, которую Дюймовочка и Крими видели на пути в Королевство Подсолнухов. На протяжении трёх дней и ночей девочка безо всякого отдыха и пищи пытается отогреть птицу. Когда надежда на спасение уже совсем покидает Дюймовочку, ласточка пробуждается.
Приходит весна. Ласточка выздоравливает и вскоре собирается отправиться в дальние края, а Дюймовочке делает предложение не кто иной, как господин Крот. Девушка желает отвергнуть его предложение и очень скучает по юному принцу, но, в то же время, не может бросить тётушку Тюми одну. Услышанный разговор Дюймовочки и птицы тронул добрую ткачиху, и она всё же отпускает свою подопечную. Когда девочка с ласточкой собираются улетать, Крот всё же настигает их, но его схватывает ядовитая змея, жилище которой находилось в непосредственной близости с прорытым им тоннелем. От смерти господина спасает землеройка Ботако, безответно влюблённая в него уже долгое время. На этот раз Крот принимает её чувства и также провожает Дюймовочку.
В королевстве тюльпанов Дюймовочка встречает не только своего старого друга Бунбу, но и молодого принца, который тоже долго ждал свою единственную любовь. Вскоре принц и Майя играют свадьбу, за которой по телевизору наблюдает тётушка Тюми, а вместе с ней — Крот и Ботако со своим потомством. На событии присутствуют сами король и королева, многочисленные знакомые пары, а благодаря стараниям Геко и его родителей — и сама мать невесты. Когда пара целуется, стоя у женщины на ладонях, у Дюймовочки за спиной возникают крылья — свадебный подарок от королевы эльфов. На финальных кадрах счастливые новобрачные летят в королевский дворец; их историю в дальнейшем из уст ласточки узнаёт и сам Ханс Кристиан Андерсен, написавший на её основе собственную сказку.

## Персонажи и устройства

### Персонажи
- Дюймовочка — главная героиня мультфильма, крошечная девочка, ростом не больше дюйма. Родилась в цветке тюльпана. По ходу сюжета пережила множество приключений и в конце стала женой Принца Королевства Тюльпанов. После замужества приняла новое имя Майя в честь весны.
- Тётушка Ени — мама Дюймовочки, вырастившая из ячменного зёрнышка тюльпан, в котором родилась Дюймовочка.
- Бунбу — майский жук, друг Дюймовочки. Считает её своей сестрёнкой[1].
- Принц — член королевской семьи Королевства Тюльпанов. С первого взгляда влюбился в Дюймовочку.
- Жаба-мама — полная самка жабы, похитившая вместе с мужем Дюймовочку, чтобы выдать её замуж за своего сына. Отличается строгим отношением к своему мужу и гораздо более мягким к сыну.
- Жаба-папа — худой самец жабы, похитивший вместе с женой Дюймовочку, чтобы выдать её замуж за своего сына. Отличается неряшливостью и глуповатым поведением, за что ему часто достаётся на орехи от жены.
- Геко — сын жаб, потенциальный жених Дюймовочки. Знаменит тем, что кроме «Геко» ничего не произносит. Тем не менее поёт Дюймовочке песенку. Умный и изобретательный.
- Сом — обитатель пруда, в котором живут жабы и прочие водные жители. Единственный персонаж мультфильма, понимающий, что говорит сын жаб Геко. Своего рода переводчик. По просьбе Геко перегрыз стебель кувшинки, на котором находилась Дюймовочка.
- Жуки-плавунцы — обитатели пруда. Посоветовали Геко развеселить Дюймовочку песенкой, пели вместе с ним песенку, а позже похвалили его за то, что сделал для неё качели.
- Жук-водомерка — обитатель пруда. Посоветовал Геко улыбнуться Дюймовочке, позже пел вместе с ним песенку.
- Крими — бабочка, попавшая под ливень и спасённая Дюймовочкой. Возлюбленная мотылька Милкота. Позже оба принимали участие в свадебной церемонии Дюймовочки и Принца.
- Милкот — мотылёк из Королевства Подсолнухов. Возлюбленный Крими. Благодаря Дюймовочке воссоединился с ней.
- Ласточка — подруга Дюймовочки, помогшая Крими найти Королевство Подсолнухов. Зимой окоченела от холода, упала в нору Крота и была отогрета Дюймовочкой. Позже доставила главную героиню в Королевство Тюльпанов и принимала участие в свадебной церемонии. После свадьбы она улетела в Данию, рассказала Х. К. Андерсену историю о Дюймовочке, а он сам рассказал её нам.
- Пчёлы — трудолюбивые жители Королевства Пчёл. С ними вёл переговоры Бунбу, надеясь найти Королевство Тюльпанов. Многие ему из-за нехватки времени отказали и только старый самец с бородой указал, где оно находится и посоветовал поторопиться, т.к. зимой оно исчезнет. Весной над ними пролетала Ласточка с Дюймовочкой.
- Тётушка Тюми — полевая мышь, ткачиха. Приютила у себя Дюймовочку, всегда по-доброму относилась к ней.
- Господин Крот — богатый сосед тётушки Тюми. Ему она изготовила материю на костюм. Увидев Дюймовочку, безответно влюбился в неё, стал свататься. Изначально не мог разобраться в своих чувствах. Едва не погиб, когда на него напала ядовитая Змея. Был спасён барышней Ботако, женился на ней и стал отцом двоих кротят.
- Ноби — крот, дворецкий и верный слуга господина Крота, а также повар.
- Барышня Ботако — мышь-землеройка, портниха, возлюбленная господина Крота. Мечтала сшить ему костюм, в конце-концов сшила. Была очень ранимой, не могла разобраться в своих чувствах, часто рыдала. Спасла от гибели своего суженого, вступив в схватку с ядовитой Змеей, позже стала его женой и мамой двоих кротят.
- Госпожа Крыса — эпизодический персонаж, живёт в подземелье на полпути между домами господина Крота и тётушки Тюми. Является подругой ядовитой Змеи и, за то, что Ноби назвал её (т.е. Змею) «злюкой», наругала его и погрозила кулаком.
- Ядовитая Змея — гроза всех подземных жителей. По стилистике нападения является не только ядовитой змеёй, но и удавом. Является подругой госпожи Крысы. Впервые встречается в тоннеле, по которому шли тётушка Тюми и Дюймовочка. Позже нападает на господина Крота, спешащего поговорить с Дюймовочкой, начиная его душить в кольцах тела и приготовясь ужалить. С ней вступила в бой барышня Ботако, заставив выпустить из объятий господина Крота и отступить.

### Устройства
- Радиоприёмник — радио, находящееся в доме тётушки Тюми. Ткачиха, вращая его рукоятку, пыталась его настроить, но помехи были слишком велики и она, когда трансляция прервалась на самом интересном месте, с досады ударила по нему и он заискрился.
- Землеройная машина — механическое устройство с паровым двигателем и двумя ковшами, принадлежащее господину Кроту, ласково называющему её «гордостью крысиного рода». Имеет ручное управление, по внешнему виду напоминает одноколёсную тачку. Для копания машину необходимо толкать вперёд. С её помощью Крот прорыл тоннель от своего дома прямо в дом тётушки Тюми, втрое сократив альтернативный путь в обход.
- Телевизор — устройство в большом зале дома господина Крота. Настраивается с помощью рукоятки по аналогии с радиоприёмником тётушки Тюми. Для того, чтобы его изображение было стабильным и без помех, рукоятку необходимо вращать непрерывно. Его успешно обслуживал Ноби.

## Съёмочная группа
- Автор сценария — Икуко Оябу[2]
- Режиссёр-постановщик — Юго Сэрикава
- Режиссёр-мультипликатор — Тацуя Кино
- Художник-постановщик — Осаму Тэдзука
- Композитор — Сунсукэ Кикути
- Операторы — Гэндзю Матида, Сигаёси Икэда
- Художники-мультипликаторы:
  - Тэнити Цунода
  - Митио Канаямо
  - Такаси Абэ
  - Сигэо Матоба
  - Хидэки Мори
  - Нобуя Такахаси
  - Акихиро Огава
  - Сигэру Когава
  - Юсаку Сакамото
  - Акиро Оокавара
- Продюсеры — Тиаки Имада, Кэн Арига, Ёсио Таками
- Директор Картины  — Сабуро Ёкои
- Производство — Toei Animation Studio

## Роли озвучивали
| Персонажи         | Японская версия | Советский дубляж    |
| ----------------- | --------------- | ------------------- |
| Дюймовочка / Майя | Кадзуко Сугияма | Лидия Катаева       |
| принц             | Норико Охара    | Александр Соловьёв  |
| Бунбу             | Марико Мияги    | Татьяна Решетникова |
| Геко              | Кёко Кисида     | —                   |
| мать-жаба         | Кадзуэ Такахаси | Надежда Самсонова   |
| отец-жаба         | Итиро Нагаи     | Георгий Вицин       |
| Крими             | —               | Ольга Громова       |
| Милкот            | —               | Александр Соловьёв  |
| Тюми              | Масако Нодзава  | Зинаида Нарышкина   |
| Крот              | Косэй Томита    | Андрей Тарасов      |
| Ботако            | —               | Людмила Гнилова     |
| рассказчик        | Кёко Кисида     | Николай Литвинов    |

Фильм дублирован на киностудии «Союзмультфильм» в 1979 году.
- Режиссёр дубляжа — Лариса Трифонова
- Звукооператор — Георгий Мартынюк
- Автор русского текста — Елена Роом
- Редактор — Татьяна Папорова
- Закадровый перевод песен[3] — Всеволод Ларионов